# Гдыня
Гды́ня (пол. Gdynia, польское произношениео файле, кашуб. Gdiniô, нем. Gdingen) — город на севере Польши. Население — 247,8 тыс. жителей (2014). Вместе с Гданьском и Сопотом образует агломерацию Труймясто (пол. Trójmiasto, «Трёхградье»).

## История
Гдыня — молодой город. Он возник после Первой мировой войны на месте старинной, известной ещё с 1253 года, рыбацкой деревушки Гдинген, от которой и получил своё польское название. Тогда Польша получила выход к морю, но Данциг не вошёл в её состав (он имел особый статус свободного города). Поэтому новый морской порт стали строить в Гдыне. Акт о строительстве порта Сейм утвердил 23 сентября 1922 года. 10 февраля 1923 года Гдыня получила статус города — этот день отмечается как день рождения Гдыни. Первый морской корабль вошёл в порт Гдыни в 1923 году. Между 1923 и 1926 годами население нового города выросло с 1000 до 100 000 жителей.
Во время Второй мировой войны город был оккупирован немецкими войсками, назвавшими его Готенгафен (прежняя рыбацкая деревня называлась по-немецки Gdingen). Порт и верфи были полностью разрушены во время войны, но после её окончания были быстро восстановлены заново.
Гдыньская судоверфь имени Парижской коммуны строила танкеры и рудовозы для стран социалистического блока, порт стал главной военно-морской базой ВМС Польши.
В декабре 1970 года в городе вспыхнули протесты рабочих верфи и жителей. Протесты были непосредственно вызваны повышением цен на различные товары и впоследствии переросли в бунт против руководства страны. Они вспыхнули не только в Гдыне, но и в других городах Польши. В результате этих волнений в Гдыне погибло 18 человек. Эти события увековечены, в частности, Памятником жертвам декабря 1970 года, стоящим рядом с Гдыньской верфью, и 23-метровым крестом, установленным у здания мэрии.

## Транспорт
В Гдыне есть городской троллейбус.
Пассажирские перевозки между Гдыней и другими городами агломерации Труймясто обеспечивают специальные электрички. Имеется узловая пассажирская железнодорожная станция Гдыня-Главная.

## Достопримечательности
- В Гдыне на вечной стоянке установлены два музейных корабля — эсминец «Блыскавица» (пол. Błyskawica, молния) и учебный парусник «Дар Поможа» (пол. Dar Pomorza, дар Поморья)
- Трёхградский ландшафтный парк
- Кладбище Защитников Побережья (польск. Cmentarz Obrońców Wybrzeża) — на Кладбище находятся могилы защитников Гдыни, которые погибли во время боев в марте 1945 года, а также более тысячи могил солдат Красной армии, погибших при освобождении города. Здесь же находится Памятник Благодарности, перенесенный на Кладбище из Сквера Костюшко.
- Гдыньский Аквариум
- Музей эмиграции
- Музей военного флота
- Научный Центр EXPERYMENT — Центр является мастерской для детей и взрослых, в которой они могут сами провести эксперименты, знакомясь с законами природы. В Центре EXPERYMENT экспонаты спроектированы интерактивно, чтобы посетители могли сами, в безопасных условиях проводить эксперименты и исследовать явления из разных областей науки.
- Памятник Джозефу Конраду
- Музыкальный театр им. Дануты Бадушковой
- Городской театр им. Гомбровича
- Gdynia Film Festival (Кинофестиваль Гдыни, польск. Gdynia — Festiwal Filmowy)

### Архитектура
В Гдыне много образцов архитектуры начала 20-го века, особенно монументализма и раннего функционализма, а также модернизма. Исторический городской план центра города был разработан Адамом Кунцевичем и Романом Фелинским в 1926 году.  Центральная ось Гдыни построена вокруг улицы 10 Лютего, площади Костюшки и Южного пирса. Структура города призвана подчеркнуть связь Гдыни и Польши с Балтийским морем. Примерами модернистской архитектуры являются здания Банка Польши и многие многоквартирные дома (каменицы).
Архитектура центральной Гдыни была вдохновлена работами европейских архитекторов, таких как Эрих Мендельсон, и иногда ее сравнивают с Белым городом Тель-Авива. Центр Гдыни стал символом современности, но был включен в список исторических памятников Польши и является кандидатом в Список всемирного наследия ЮНЕСКО.

## Известные персоны
- Венда, Тадеуш Апполинарий (1863—1948) — польский инженер-проектант и строитель морских портов в Гдыни.
- Адам Дарский (род. 1977) — вокалист black/death metal-группы Behemoth.
- Островский, Казимеж (1917—1999) — польский художник, педагог.
- Семдянова, Галина Георгиевна (1947—2011) — белорусский политик.